# Апель, Вилли
Вилли А́пель (в США принято Эйпл) (нем. Willi Apel; 10 октября 1893, Кониц, Германия [ныне Хойнице, Польша] — 14 марта 1988, Блумингтон, Индиана) — немецкий и американский музыковед, источниковед, лексикограф. Труды преимущественно на английском и немецком языках.

## Очерк биографии и творчества
Защитил диссертацию «Accidentien und Tonalität in den Musikdenkmälern des 15. und 16. Jahrhunderts» («Знаки альтерации и тональность в памятниках музыки XV—XVI веков») в 1936 году в Берлине. В том же году эмигрировал в США, где преподавал музыкознание в 1938—1942 годах в Гарвардском университете, в 1950—1970 годы профессор в университете штата Индиана.
Главная область научных интересов Апеля — музыка западноевропейского Средневековья и Возрождения. Надёжны его критические транскрипции памятников старинной музыки, выполненные по рукописям, прежде всего, «French secular music of the fourteenth century» (светская французская музыка периода Ars nova, вся, кроме Машо), и «Keyboard music of the fourteenth and fifteenth centuries» (древнейшие памятники музыки для клавишных инструментов XIV—XV веков). Не утратила своей дидактической ценности «Историческая антология музыки» Апеля (в соавторстве с А. Т. Дейвисоном).
Всемирную известность получили книги Апеля «Нотация многоголосной музыки 900—1600 годов» (содержит ясное систематическое описание типов и разновидностей европейской музыкальной нотации, а также дидактически ценные анализы нотных манускриптов, факсимильно воспроизведённых непосредственно в книге), «Григорианский хорал» (до появления монографии Дэвида Хайли была де-факто главным и самым надёжным справочником по теории и практике церковной монодии католиков), «История органной и клавирной музыки до 1700 года». В последние годы жизни обратился также к изучению музыки итальянского барокко, написал монографию «Итальянская скрипичная музыка XVII века».
Апель — автор терминологического «Гарвардского музыкального словаря» (1944; многие переиздания) и популярного «The Harvard Brief Dictionary of Music» (Нью-Йорк, 1960). Многочисленные музыковедческие статьи Апеля собраны в три тома его учениками (см. библиографию ниже).

## Сочинения
- Collected articles and reviews. Vol. 1: Medieval Music (Stuttgart, 1986); vol. 2: Renaissance and baroque music (Stuttgart, 1989); vol. 3. Early European keyboard music (Stuttgart, 1989).